# San Giorgio di Lomellina

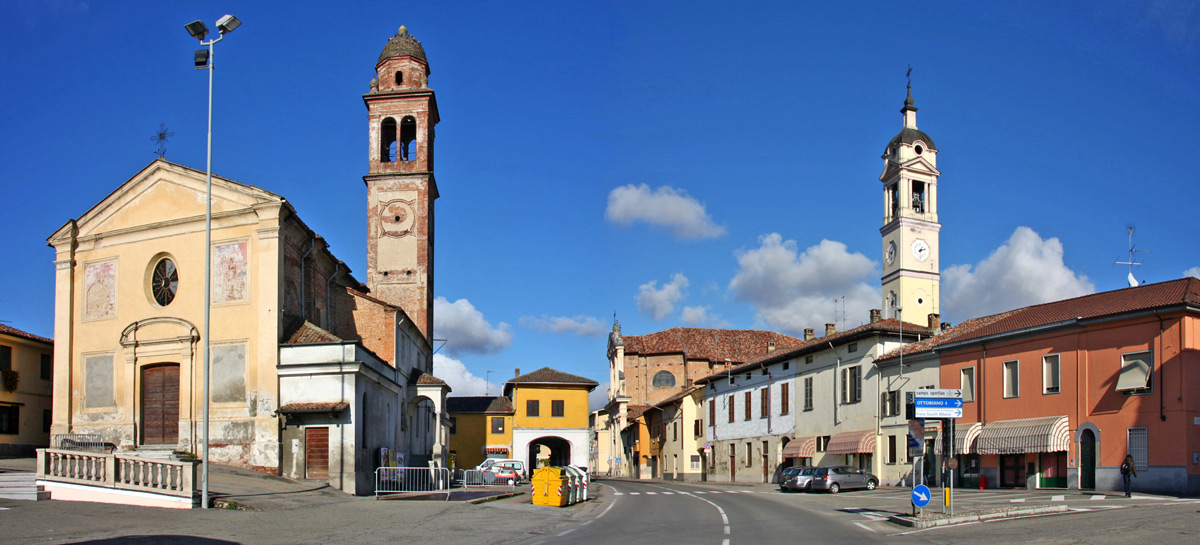
San Giorgio di Lomellina – Straßenbild

San Giorgio di Lomellina ist eine norditalienische Gemeinde (comune) mit 987 Einwohnern (Stand 31. Dezember 2023) in der Provinz Pavia in der Lombardei. Die Gemeinde liegt etwa 28 Kilometer westlich von Pavia an der Arbogna in der Lomellina. Die westliche Gemeindegrenze bildet die Agogna.

## Religion
Die 1772 erbaute katholische Pfarrkirche St. Georg gehört zum Dekanat Mortara-Cassolnovo im Bistum Vigevano.

## Verkehr
Durch die Gemeinde führt die Strada Statale 211 della Lomellina von Pozzolo Formigaro nach Novara.